# 狄尔斯–阿尔德反应
狄尔斯–阿尔德反应（英語：Diels–Alder reaction）又叫Diels–Alder反应、双烯加成反应，其中狄尔斯又译作第尔斯，阿尔德又译作阿德尔、阿德耳。狄尔斯–阿尔德反应是一种有机反应（具体而言是一种环加成反应），共轭双烯与取代烯烃（一般称为亲双烯体）反应生成取代环己烯。即使新形成的环之中的一些原子不是碳原子，这个反应也可以继续进行。一些狄尔斯–阿尔德反应是可逆的，这样的环分解反应叫做逆狄尔斯–阿尔德反应或逆Diels–Alder反应（retro-Diels–Alder）。
1928年德国化学家奥托·迪尔斯和他的学生库尔特·阿尔德首次发现和记载这种新型反应，他们也因此获得1950年的诺贝尔化学奖。
狄尔斯–阿尔德反应用很少能量就可以合成六元环，是有机化学合成反應中非常重要的碳碳键形成的手段之一，也是现代有机合成裡常用的反应之一。反应有丰富的立体化学呈现，兼有立体选择性、立体专一性和区域选择性等。

## 反应机理
这是一个一步完成的协同反应。没有中间体存在，只有过渡态。一般条件下是双烯的最高含电子轨道（HOMO）与亲双烯体的最低空轨道（LUMO）相互作用成键。由于是不涉及离子的协同反应，故普通的酸碱对反应没有影响。但是路易斯酸可以通过络合作用影响最低空轨道的能级，所以能催化该反应。

## 发现
狄尔斯－阿尔德反应是1928年由德国化学家奥托·迪尔斯（Otto Paul Hermann Diels） 和他的学生库尔特·阿尔德（Kurt Alder）发现的，他们因此获得1950年的诺贝尔化学奖。
最早的关于狄尔斯–阿尔德反应的研究可以上溯到1892年。齐克（Zinke）发现并提出了狄尔斯–阿尔德反应产物四氯环戊二烯酮二聚体的结构；稍后列别捷夫（Lebedev）指出了乙烯基环己烯是丁二烯二聚体的转化关系。但这两人都没有认识到这些事实背后更深层次的东西。
1906年德国慕尼黑大学研究生阿尔布莱希特（Albrecht）按导师惕勒的要求做环戊二烯与酮类在碱催化下缩合，合成一种染料的实验。当时他们试图用苯醌替代其他酮做实验，但是苯醌在碱性条件下很容易分解。实验没有成功。阿尔布莱希特发现不加碱反应也能进行，但是得到了一个没有颜色的化合物。阿尔布莱希特提了一个错误的结构解释实验结果。
1920年德国人冯·欧拉（von Euler）和学生约瑟夫（Joseph）研究异戊二烯与苯醌反应产物的结构。他们正确地提出了狄尔斯–阿尔德产物结构，也提出了反应可能经历的机理。事实上他们离狄尔斯–阿尔德反应的发现已经非常近了。但冯·欧拉并没有深入研究下去，因为他的主业是生物化学（后因研究发酵而获诺贝尔奖），对狄尔斯–阿尔德反应的研究纯属娱乐消遣性质的，所以狄尔斯-阿德尔反应再次沉没下去。
1921年，狄尔斯和其研究生巴克（Back）研究偶氮二羧酸二乙酯（半个世纪后因光延反应而在有机合成中大放光芒的试剂）与胺发生的酯变胺的反应，当他们用2-萘胺做反应的时候，根据元素分析，得到的产物是一个加成物而不是期待的取代物。狄尔斯敏锐地意识到这个反应与十几年前阿尔布莱希特做过的古怪反应的共同之处。这使他开始以为产物是类似阿尔布莱希特提出的双键加成产物。狄尔斯很自然地仿造阿尔布莱希特用环戊二烯替代萘胺与偶氮二羧酸乙酯作用，结果又得到第三种加成物。通过计量加氢实验，狄尔斯发现加成物中只含有一个双键。如果产物的结构是如阿尔布莱希特提出的，那么势必要有两个双键才对。这个现象深深地吸引了狄尔斯，他与另一个研究生阿尔德一起提出了正确的双烯加成物的结构。1928年他们将结果发表。这标志着狄尔斯-阿德尔反应的正式发现。
在他们的论文两个作者很深远地看到了这个反应对有机合成观念的颠覆作用，他们预言了该反应日后将在天然产物合成领域的重大意义。当然两人在文章中也透露出地主恶霸的作风。先是在文章开头把阿尔布莱希特提出的错误结构这件事用很恶毒的语言痛批一顿。在文章最后又声明两人对该反应有专属权，不允许其他人使用（英译：We explicitly reserve for ourselves the application of the reaction discovered by us to the solution of such problems.）。当然，科学界不把这些话当回事。狄尔斯、阿尔德两人后来卷入该反应的发现权纷争中，分散了精力，没能实现他们预言的“在天然产物全合成中的应用”。
1950年，伍德沃德第一个开创了狄尔斯–阿尔德反应在全合成中的应用。从此以后，合成大师们用睿智的大脑把狄尔斯–阿尔德反应的应用发挥到了炉火纯青的极致。
值得指出的是，在伍德沃德之前，中国化学家莊長恭曾经尝试过用狄尔斯–阿尔德反应来合成甾体化合物，但是由于当时缺乏对狄尔斯–阿尔德反应区域选择性的控制的知识而失败了。

## 立体化学
狄尔斯–阿尔德反应有如下规律：
1、区域选择性：反应产物往往以“假邻对位”产物为主。即若把六元环产物比作苯环，那么环上官能团（假设有两个官能团）之间的相互位置以邻位（如1），或者对位为主（如3）。
2、立体选择性：反应产物以“内型(即5)”为主，即反应主产物是经过“内型”过渡态得到的。
3、立体专一性：加热条件下反应产物以“顺旋”产物为唯一产物；光照条件下以“对旋”产物为唯一产物。
比如以下两个热反应中，产物7、8的相对立体构型都是唯一的，两个烯烃原料原有的官能团A,B,C,D的顺反立体化学关系都在产物中得到忠实地翻译。

## 合成中的价值
由于该反应一次生成两个碳碳键和最多四个相邻的手性中心，所以在合成中很受重视。如果一个合成设计上使用了狄尔斯–阿尔德反应，则可以大大减少反应步骤，提高了合成的效率。很多有名的合成大师都擅长运用狄尔斯–阿尔德反应于复杂天然产物的合成，比如罗伯特·伯恩斯·伍德沃德、艾里亚斯·詹姆斯·科里、丹尼谢夫斯基（Danishefsky）都是应用狄尔斯–阿尔德反应方面的高手。据传伍德沃德在童年的时候就根据凯库勒苯环两种结构的不可辩性预测了狄尔斯–阿尔德反应的存在。伍德沃德12岁的时候通过驻波士顿的德国外交官获得了一些德文化学期刊。在其中一期上他读到了狄尔斯和阿尔德发表的文章见证了该反应的发现。伍德沃德在其一生的合成实践中大量应用狄尔斯–阿尔德反应构建六元环。伍德沃德于1960年代开始，与刚入哈佛大学做研究的理论化学家罗德·霍夫曼联手，结合大量的实验事实对狄尔斯–阿尔德反应和相关周环反应的立体化学做了透彻的理论研究，最终导致了在当时震撼了整个有机化学界的「分子轨道对称守恒原理」的诞生。1979年伍德沃德逝世；1981年霍夫曼因该理论而获得当年度诺贝尔化学奖（与日本人福井谦一分享）。2004年，有机合成的另一位著名人物科里在伍德沃德逝世20多年后公开宣称伍德沃德剽窃了他思想而创立的对称守恒律。这一切又使得狄尔斯-阿尔德反应充满了某种宿命的传奇色彩。
科里对狄尔斯–阿尔德反应也有很大的贡献，发明了一种路易斯酸催化的不对称狄尔斯–阿尔德反应。在其合成前列腺素过程中，科里试图利用环戊二烯做狄尔斯–阿尔德反应来构筑前列腺素的母环，由此发明了不稳定烯酮的替代试剂。丹尼谢夫斯基则以发明十分有用的“丹尼谢夫斯基双烯”用于狄尔斯–阿尔德反应而最为出名，在其全合成实践中狄尔斯–阿尔德反应也随处可见。

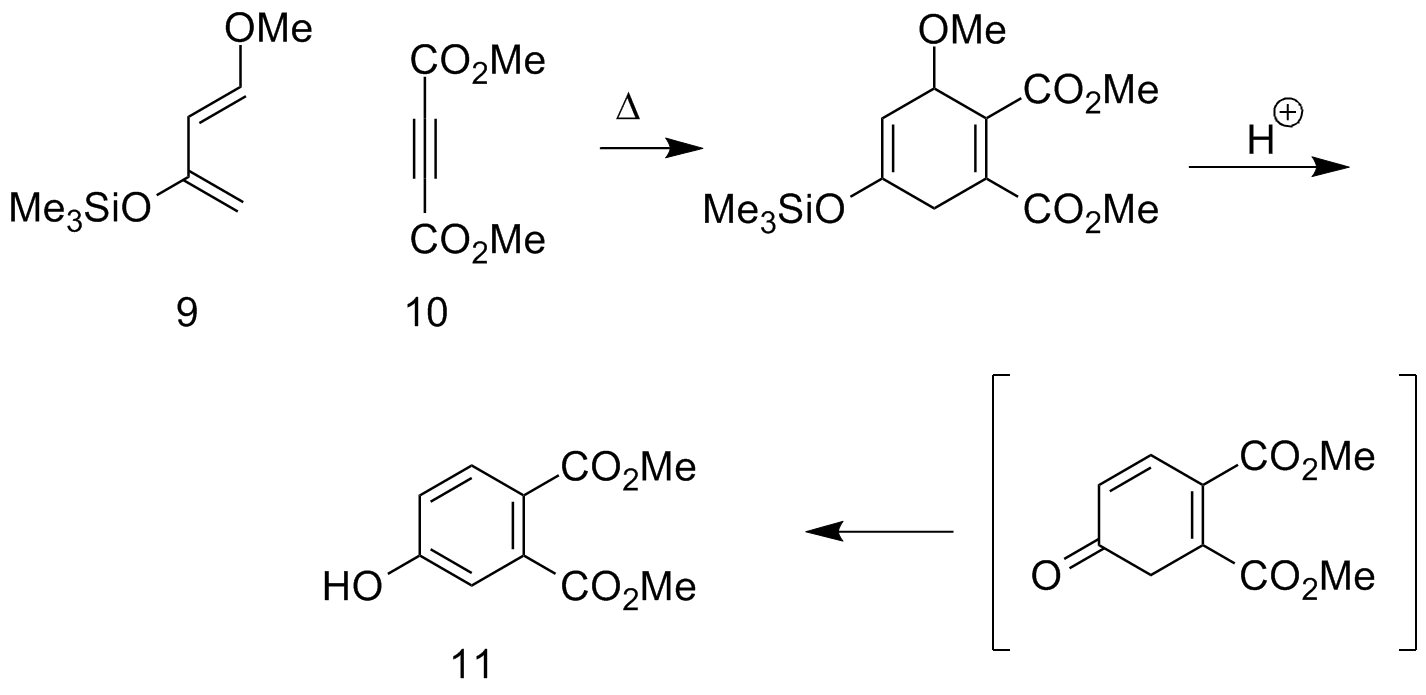
丹尼谢夫斯基双烯9与一个炔酸酯10反应，经酸化后得到一个苯衍生物11